# Mastigophorophyllon deubeli
Mastigophorophyllon deubeli är en mångfotingart som beskrevs av Karl Wilhelm Verhoeff 1898. Mastigophorophyllon deubeli ingår i släktet Mastigophorophyllon och familjen Mastigophorophyllidae. Inga underarter finns listade i Catalogue of Life.